# Tricosurinis
Els tricosurinis (Trichosurini) són una tribu de pòssums de la família dels falangèrids. Inclou tres gèneres, Wyulda (1 espècie), Trichosurus (5 espècies) i Strigocuscus (2 espècies).
- Gènere Wyulda
  - Pòssum de cua escatosa, Wyulda squamicaudata
- Gènere Trichosurus
  - Pòssum septentrional, (Trichosurus arnhemensis)
  - Pòssum de muntanya (T. caninus)
  - Pòssum de Cunningham (Trichosurus cunninghami)
  - Pòssum de Johnston (Trichosurus johnstonii)
  - Pòssum comú (Trichosurus vulpecula)
- Gènere Strigocuscus
  -     - Cuscús petit de Sulawesi (Strigocuscus celebensis)
    - Cuscús de les illes Banggai (Strigocuscus pelengensis)